# Mauricio Jesperson
Mauricio Jesperson (pseudonym Don Mauricio), född 29 augusti 1888 i Södervidinge, död 14 april 1969 i Cochabamba, Bolivia, var en svensk äventyrare i Sydamerika under mellankrigstiden. 
Runt 1910 studerade Jesperson i Lund där han var studiekamrat till Gunnar Serner (mer känd under pseudonymen Frank Heller). 1910 kom han till Gran Chaco där indianerna fortfarande gjorde raider mot nybyggarnas boskapshjordar. Han var i Sverige under andra världskriget men återvände som sextioåring till den heta provinsen Beni i Bolivia där han under stora strapatser lät röja mark för ett antal estancior, där indiansk arbetskraft kunde få en rimlig bärgning. Ett TV-program om Jesperson sändes hösten 1964.
En kusin, Mabel Hellichius, reste 1966 till Sydamerika, där hon och Don Mauricio gjorde en rundresa omfattande Argentina, Brasilien (Amazonas), Bolivia och Peru. Hon besökte då hans kreatursstationer i Bolivia, några så svåråtkomliga att de bara kunde nås genom en dagsritt på oxe genom skog och träsk och moln av stickande insekter. 
Med hjälp av Hellichius' rapporter från den långa resan, personliga upplysningar och Don Mauricios två egna böcker skrev Lise Drougge 1991 en dokumentärroman om Mauricio Jespersons liv.

## Böcker (utgivna under pseudonymen)
- En lundensare i Chaco (1941). Förord av Frank Heller som skildrar deras möte i Monte Carlo 1912, en avgörande tid i bägges liv.
- En svensk caballero vid Pilcomayo (1942)
- I vildmarkens våld (1943)